# Hugues IV (roi de Chypre)
Pour les articles homonymes, voir Hugues de Lusignan.
Hugues IV de Lusignan, né entre 1293 et 1296 et mort le 10 octobre 1359, est un monarque chypriote issu de la maison de Poitiers-Lusignan. Le 31 mars 1324, il hérite du trône de Chypre de son oncle Henri II et règne jusqu'à sa mort.

## Biographie

### Famille
Hugues IV est le fils de Guy de Chypre (1275-1303), connétable de Chypre (1291-1303), et d'Echive d'Ibelin (1253-1312).

### Règne
Hugues monte sur le trône de Chypre à la mort de son oncle Henri II, en 1324. Il semble s'être contenté du royaume de Chypre et empêche son fils Pierre Ier d'aller en Europe Occidentale pour obtenir de l'aide afin de reconquérir le royaume de Jérusalem. En 1344, allié avec les vénitiens et des chevaliers de l'Hôpital, ils brûlent une flotte turque à Smyrne puis prennent la ville. En 1345, les alliés battent les Turcs à Imbros sur terre et sur mer, mais n'arrivent pas à exploiter ces succès.

### Succession et décès
En 1358, Hugues IV associe au trône son fils cadet Pierre Ier plutôt que son petit-fils Hugues.
Hugues IV décède le 10 octobre 1359.

## Mariages et descendance
Hugues IV se marie deux fois, avec deux femmes de la maison d'Ibelin.

### Marie d'Ibelin
En premières noces, Hugues épouse, en 1307, Marie d'Ibelin (1294-1318), fille de Guy d'Ibelin, comte de Jaffa, et de Marie d'Ibelin, avec qui il a :
- Guy de Lusignan (1316-1343), connétable de Chypre, époux de Marie de Bourbon. Il laisse un fils :
  - Hugues de Lusignan, prince de Galilée, qui se présentera en compétiteur de Pierre Ier entre 1360 et 1363.

### Alix d'Ibelin
En secondes noces, Hugues s'unit en 1319 à Alix d'Ibelin (♰ 1386), fille de Guy d'Ibelin, sénéchal de Chypre, et d'Isabelle d'Ibelin.
Le couple a  :
- Pierre Ier de Chypre (1328-1369), roi de Chypre et de Jérusalem (1358-1369). Il épouse Echive de Montfort, puis Eléonore d’Aragon, régente de Jérusalem et de Chypre (1333-1416) ;
- Jean de Lusignan (1329-1375), prince titulaire d'Antioche en 1345, régent de Chypre, puis connétable de Chypre. Assassiné en Nicosie, à l'instigation de sa belle-sœur Éléonore d'Aragon et de ses alliés génois. Marié une première fois avec dispense le 16 avril 1343 avec Constance d'Aragon (ap. 1303-ap. 19 avril 1344) ; sans postérité. Il épouse en secondes noces, 13 avril 1350, Alix d'Ibelin (1325-ap. 1373). Il eut un fils, de sa maîtresse Alix de Giblet ;
- Jacques Ier de Chypre (1334-1398), roi de Chypre et de Jérusalem (1382-1398). Il épouse Helvis de Brunswick-Grubenhagen, dont postérité ;

### Inconnue(s)
Les mères de ces enfants restent inconnues :
- Thomas (♰ 1340) ;

- Perrot (♰ 1353).

## Sceau & Armoiries

### Sceau
Avers : Rond, 83 mm,.
Description : Le roi couronné assis de face sur un trône à baldaquin ; il tient un sceptre fleurdelisé et un globe crucifère.
Légende : ✠ SIGILLUVM • HVGONIS • DEI • GRACIA • REX IEROSILIMITANI • ET CIPRI •
Légende transcrite : sigillum Hugonis, Dei gartia Rex Jerosilimitani et Cipri
Contre-sceau : Rond, 20 mm,.
Description : Le roi couronné, assis de face sur un trône à baldaquin ; il tient un sceptre fleurdelisé et un globe crucifère.
Légende (fr.) : ✠ HUGUE • ROI • DE • IRLM • ET • DE • CHIPRE
Légende transcrite : Hugues, roi de Jérusalem et de Chipre

### Armoiries
Armoiries d'Hugues IV de Lusignan, roi de Chypre, d'après un Linteau armorié du réfectoire de l’abbaye de Bellapais (au-dessus d’une porte du réfectoire),  où sont gravées trois armoiries : celles du royaume de Chypre, celles de Jérusalem et celles des Lusignan.
| Blason | Blasonnement : Écu écartelé au 1 et 4 d'argent à la croix potencée d'or et cantonnée de quatre croisettes de même et au 2 et 3 burelé d'argent et d'azur de quatorze pièces au lion de gueules rampant, armé, lampassé, couronné d'or brochant |

| Blason | Blasonnement : Écu d'argent à la croix potencée d'or et cantonnée de quatre croisettes de même |

| Blason | Blasonnement : Écu d'argent à sept burelles d'azur au lion rampant de gueules, armé, lampassé, couronné d'or brochant sur le tout |

## Sources et bibliographie

### Sources héraldiques
- Simon Rousselot, « Chypre, carrefour méditerranéen à l’aune de l’héraldique. Les armoiries du roi Hugues IV de Lusignan (1324-1359) », Revue française d’héraldique et de sigillographie - Études en ligne, Société française d’héraldique et de sigillographie, no 7, Paris, mai 2021, p. 1-11. [lire en ligne]